# 林泉寺 (東京都港区)
林泉寺（りんせんじ）とは東京都港区三田四丁目に存在する浄土宗の寺院。豊臣秀吉の妻北政所の従兄弟杉原長房の菩提寺。
江戸時代は敷地面積は現在より大幅に広かったが、明治以降の区画整理で国道1号用地として大幅に削られた。
飛地となった部分は分譲され、そこに面した路地の部分は豊岡町児童遊園として整備された。
杉原重玄の墓所が存在。